# Strömmens pärla
Strömmens pärla är den svenska proggruppen Levande livets första och enda studioalbum, utgivet på skivbolaget Silence Records 1973.

## Låtlista
A
| Nr | Titel            | Längd |
| -- | ---------------- | ----- |
| 1. | Mänskolivet      |       |
| 2. | Samma samba      |       |
| 3. | Fri idioti       |       |
| 4. | Out of This Mess |       |

B
| Nr | Titel                     | Längd |
| -- | ------------------------- | ----- |
| 5. | Bellman                   |       |
| 6. | MHr. Drever & Hr. Ströver |       |
| 7. | Strömmens pärla           |       |

## Medverkande
- Hassan Bah – congas
- Hans Berggren – saxofon
- Lars Bergström – bas
- Tommy Broman – gitarr, sång
- Einar Heckscher – slagverk, sång
- Ann-Marie Karlsson - slagverk, sång
- Jenny Karlsson – sång
- Johnny Mowinckel – piano
- Ingegerd Sköldin – slagverk, sång
- Anders Spets – trummor

### Fotnoter
1. ↑  ”Strömmens pärla”. Discogs.com. http://www.discogs.com/Levande-Livet-Str%C3%B6mmens-P%C3%A4rla/release/3346149. Läst 6 januari 2013.